# 1869 au théâtre
| Années du théâtre : 1866 - 1867 - 1868 - 1869 - 1870 - 1871 - 1872    |
| Décennies du théâtre : 1830 - 1840 - 1850 - 1860 - 1870 - 1880 - 1890 |

## Pièces de théâtre publiées
- La Mort de Tarelkine d'Aleksandre Soukhovo-Kobyline

## Pièces de théâtre représentées
- 16 avril : Gavaut, Minard & Ce, d'Edmond Gondinet, comédie en trois actes, créé au Théâtre du Palais-Royal
- 9 juin : Juan Strenner, drame en 1 acte en vers de Paul Déroulède, créé au Théâtre-Français (Paris)

## Naissances
- 27 décembre : Aurélien Marie Lugné, dit Lugné-Poe